# 塞罗内
塞罗内（義大利語：Serrone），是意大利弗罗西诺内省的一个市镇。总面积15.41平方公里，人口3161人，人口密度205.1人/平方公里（2009年）。ISTAT代码为060071。